# Henri Rey-Flaud
Pour les articles homonymes, voir Flaud et Rey.
Henri Rey-Flaud, né en 1940, est un psychanalyste et critique littéraire français. Il est professeur émérite de littérature française et de psychanalyse à l’Université Paul-Valéry Montpellier 3.

## Études et travaux
Ancien élève de l'École normale supérieure (promotion 1962 Lettres) et agrégé de lettres[Quand ?], il soutient en 1970, à l'université de Paris, une thèse de doctorat de troisième cycle en lettres intitulée Recherches sur la disposition du lieu dramatique dans le théâtre religieux, à la fin du Moyen Âge et au XVIe siècle. Ses travaux restent ancrés dans la littérature, tout en prenant en compte la psychanalyse et il soutient en 1990, à l'université de Strasbourg, une thèse d'État intitulée La Psychanalyse entre fantasme et vérité : sens et fonction du texte littéraire dans son rapport à la théorie et à la clinique psychanalytiques. Ses recherches concernent notamment l'accès au langage dans des problématiques autistiques, et il publie L'enfant qui s’est arrêté au seuil du langage, qui est d'après Roudinesco et Plon « l'une des synthèses les  plus brillantes de l’histoire et de la genèse des différentes approches de l’autisme ». Il est l’auteur d’une vingtaine d’ouvrages portant sur la littérature et la psychanalyse. Dans L’autiste et son miroir : Alice parmi nous, « il étend son étude de l’inversion autistique à d’autres inversions : gauchers, dyslexiques, personnages atteints de binocularité, de bégaiement ou de strabisme ».

## Principaux ouvrages
- La France s’éteint, l’Islam s’embrase..., Paris, PUF, 2020,  (ISBN 978-2-13-082540-1)
- L’autiste et son miroir : Alice parmi nous, Paris, CampagnePremière, 2017  (ISBN 978-2372060271)
- Je ne comprends pas de quoi vous me parlez : pourquoi refusons-nous parfois de reconnaître la réalité ?, Paris, Aubier, 2014.
- (édition) Le délire et les rêves dans « Gradiva » de W. Jensen, Sigmund Freud, Paris, Le Seuil, coll. « Points », 2013.
- Sortir de l’autisme : parents, ces vérités qu’on vous cache, Paris, Flammarion, 2013.
- L'enfant qui s' est arrêté au seuil du langage : comprendre l'autisme, Paris, Flammarion, 2010.
- Les enfants de l’indicible peur, Paris, Aubier, 2010.
- Et Moïse créa les juifs... : le testament de Freud, Paris, Aubier, 2006.
- Le démenti pervers : Le refoulé et l'oublié, Paris, Aubier, 2002.
- (Co-auteur) Autour du « Malaise dans la culture » de Freud, avec Jacques Le Rider, Michel Plon & Gérard Roulet, Paris, Puf, 1998.
- Le Sphinx et le Graal : le secret et l'énigme, Paris, Payot & Rivages, 1998[7].
- « L'éloge du rien » : pourquoi l’obsessionnel et le pervers échouent là où l’hystérique réussit, Paris, Le Seuil, 1996.
- Le chevalier, l'autre et la mort, Paris, Payot & Rivages, 1996.
- Comment Freud inventa le fétichisme et réinventa la psychanalyse, Paris, Payot, 1994.
- Pour une dramaturgie du Moyen Âge, Paris, PUF, 1980.
- Le cercle magique : essai sur le théâtre en rond à la fin du Moyen Âge, Paris, Gallimard, 1973.
- La névrose courtoise, Paris, Navarin, coll. « Bibliothèque des Analytica », 1983.